# Amanda Foreman (Autorin)

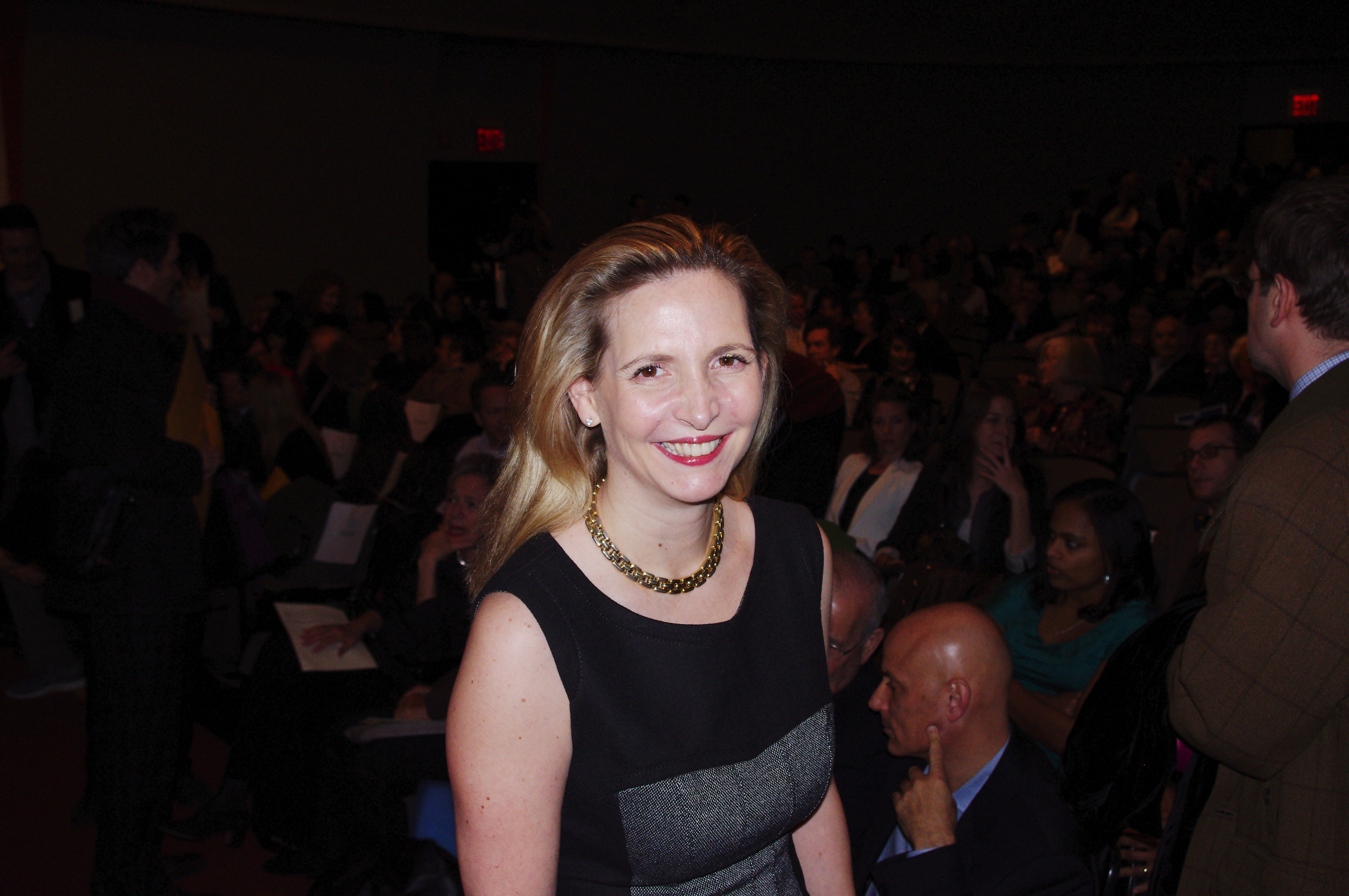
Amanda Foreman (2012)

Amanda Lucy Foreman (geboren 1968 in London) ist eine US-amerikanisch-britische Historikerin und Autorin.

## Leben
Amanda Foreman ist eine Tochter des Drehbuchautors Carl Foreman. Amanda Foreman ist verheiratet und Mutter von fünf Kindern. Sie wuchs zunächst in Los Angeles auf und besuchte dann in England die Schule. Sie studierte in den USA am Sarah Lawrence College, an der Columbia University in New York und ab 1991 in England am College  Lady Margaret Hall. Sie wurde 1998 an der Universität Oxford mit einer Dissertation zur britischen Geschichte im 18. Jahrhundert promoviert.
Das auf der Dissertation basierende Buch Georgiana, Duchess of Devonshire wurde ein internationaler Bestseller und erhielt 1999 den Whitbread Prize für die beste Biografie. Es wurde mehrfach übersetzt, diente als Vorlage für eine Fernsehdokumentation, ein Hörspiel und 2008 für den Spielfilm Die Herzogin. Ihr Buch A World on Fire war ebenfalls ein Bestseller und gewann den „Fletcher Pratt Award for Civil War History“. Die New York Times zählte es zu den zehn besten Büchern des Jahres 2011. 2015 produzierte sie für die BBC die vierteilige Dokumentation The Ascent of Woman. Foreman hielt 2015 die wieder aufgeflammte Free the Nipple-Kampagne für wenig hilfreich angesichts der sozialen Verbrechen, denen Frauen auch gegenwärtig ausgesetzt seien.
Foreman schreibt Kolumnen im Wall Street Journal und The Sunday Times und Essays über Frauengeschichte für das Smithsonian Magazine. Sie wurde in die Jury aller großen englischsprachigen Buchpreise eingeladen, darunter 2016 Man Booker Prize und der National Book Award. Das Library Journal of America hat den „Amanda Foreman Prize for Best Acknowledgements“ nach ihr benannt.

## Schriften
- Politics or providence? : why the Houses of Parliament voted to abolish the slave trade in 1807. University of Oxford. Faculty of Modern History.  Thesis (M.Phil.)--University of Oxford, 1993.
- Georgiana : Duchess of Devonshire. London : HarperCollins, 1998
  - Georgiana : das lustvolle Leben der Herzogin von Devonshire. Aus dem Englischen von Susanne Friederike Levin und Martina M. Oepping. Stuttgart ; München : Dt. Verl.-Anstalt, 2001
- Georgiana's world : the illustrated Georgiana, Duchess of Devonshire. London : HarperCollins, 2001
- A world on fire : the epic history of the British in the American Civil War. London : Allen Lane, 2010